# Banfora Airport
Banfora Airport är en flygplats i Burkina Faso.   Den ligger i regionen Cascades, i den sydvästra delen av landet, 400 kilometer sydväst om huvudstaden Ouagadougou. Banfora Airport ligger 325 meter över havet.
Terrängen runt Banfora Airport är huvudsakligen platt, men åt nordväst är den kuperad. Närmaste större samhälle är Banfora, 7,6 kilometer sydväst om Banfora Airport.
Omgivningarna runt Banfora Airport är en mosaik av jordbruksmark och naturlig växtlighet. Runt Banfora Airport är det ganska glesbefolkat, med 27 invånare per kvadratkilometer.